# Shelburne (Ontario)
Pour les articles homonymes, voir Shelburne.
Shelburne est une ville située dans la province canadienne de l'Ontario, dans le comté de Dufferin.

## Démographie

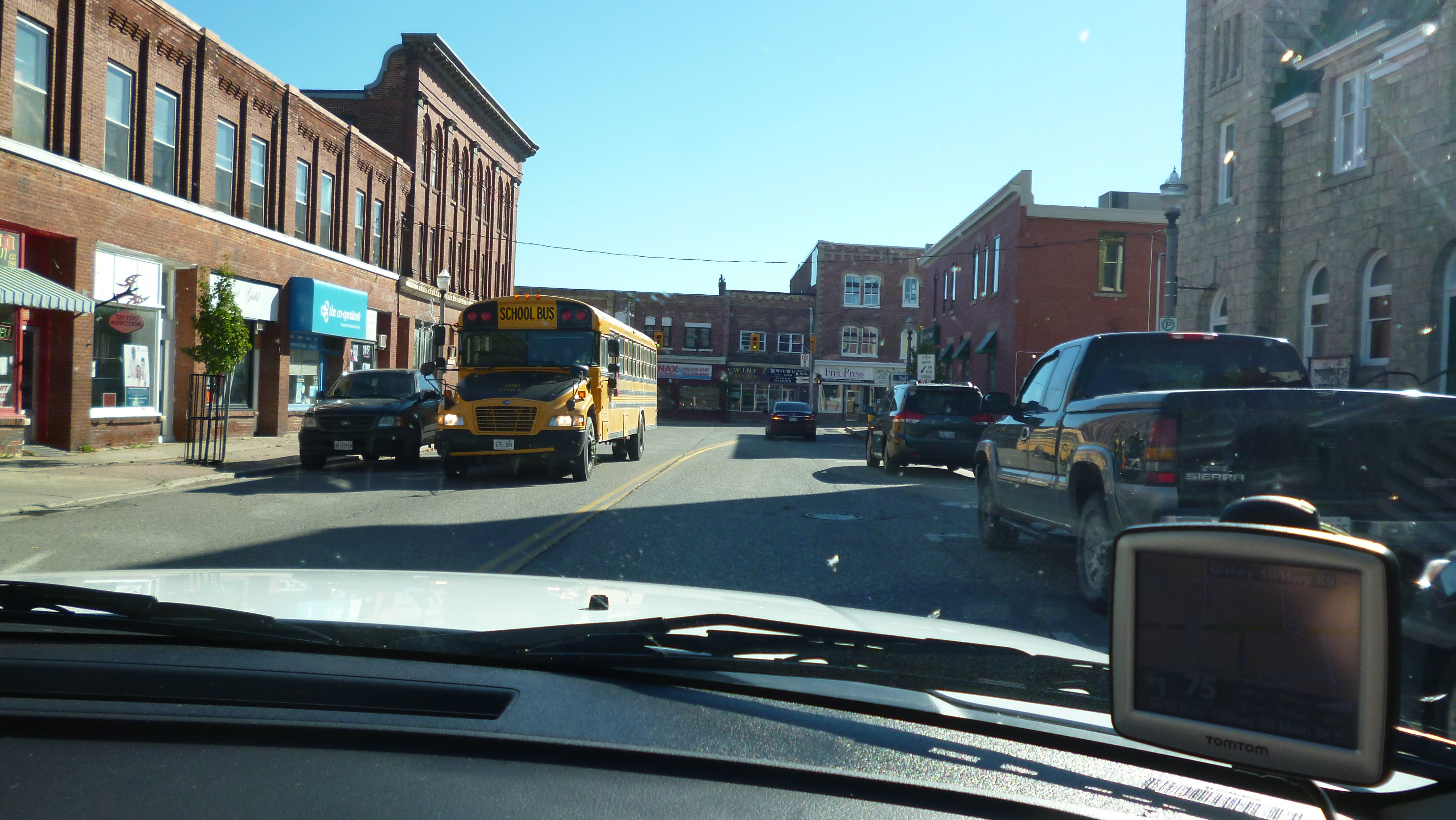
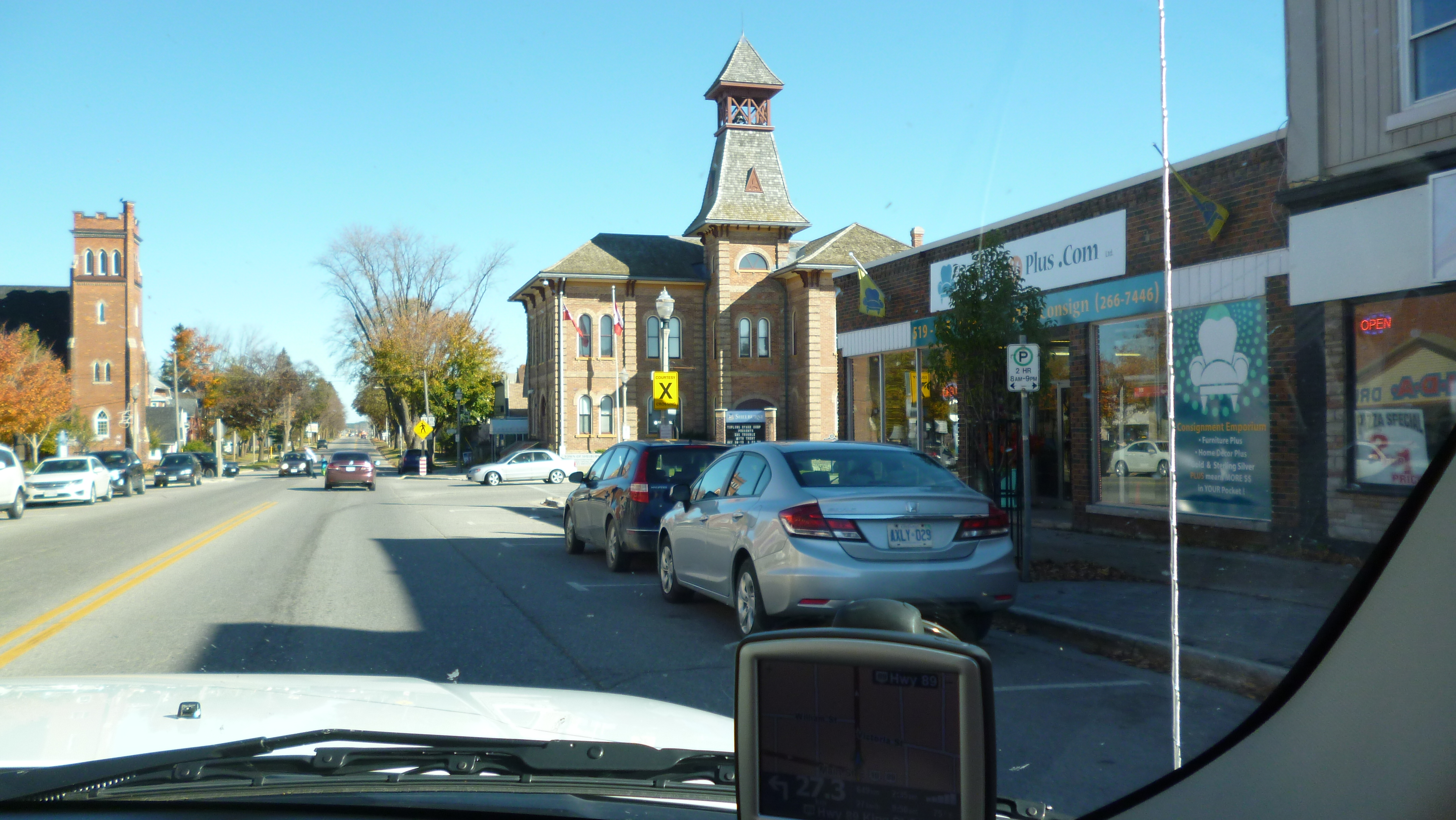

| 2001  | 2006  | 2011  | 2016  |
| ----- | ----- | ----- | ----- |
| 4 213 | 5 149 | 5 846 | 8 126 |